# Tân Hương (phường)
Tân Hương là một phường thuộc thành phố Phổ Yên, tỉnh Thái Nguyên, Việt Nam.

## Địa lý
Phường Tân Hương nằm ở phía đông thành phố Phổ Yên, có tuyến quốc lộ 3 cùng tuyến đường sắt Hà Nội - Quan Triều chạy qua địa bàn phía tây nam và có vị trí địa lý:
- Phía đông giáp phường Tiên Phong
- Phía tây giáp phường Nam Tiến
- Phía nam giáp phường Đông Cao và phường Trung Thành
- Phía bắc giáp phường Đồng Tiến.

Phường Tân Hương có diện tích 9,32 km², dân số năm 2021 là 10.538 người, mật độ dân số đạt 1.130 người/km².

## Lịch sử
Sau năm 1975, Tân Hương là một xã thuộc huyện Phổ Yên.
Ngày 15 tháng 5 năm 2015, thành lập thị xã Phổ Yên trên cơ sở toàn bộ diện tích và dân số của huyện Phổ Yên, xã Tân Hương thuộc thị xã Phổ Yên.
Đến năm 2019, xã Tân Hương được chia thành 23 xóm: Trại, Vàng, Quang Vinh, Trung, Cầu, Cầu Tiến, Hương Sơn, Hương Đình 1, Hương Đình 2, Hương Thịnh, Tân Trang, Tân Long 1, Tân Long 2, Tân Long 3, Trường Thọ, Ao Đình, Đình Sứ, Phong Niên, Bắc, Nam Đông, Thành Lập.
Ngày 11 tháng 12 năm 2019, sáp nhập hai xóm Trung và Quang Vinh thành xóm Quang Trung, sáp nhập hai xóm Cầu và Hương Sơn vào xóm Cầu Tiến, sáp nhập hai xóm Hương Đình 1 và Hương Thịnh thành xóm Hương Đình, sáp nhập hai xóm Hương Đình 2 và Tân Trung thành xóm Hương Trung, sáp nhập ba xóm Tân Long 1, Tân Long 2, Tân Long 3 thành xóm Tân Long, sáp nhập ba xóm Đông, Bắc, Phong Niên thành xóm Duyên Bắc, sáp nhập hai xóm Thành Lập và Nam thành xóm Thành Nam, sáp nhập ba xóm Đình, Ao Đình, Sứ thành xóm Tân Thịnh.
Ngày 15 tháng 2 năm 2022, Ủy ban Thường vụ Quốc hội ban hành Nghị quyết số 469/NQ-UBTVQH15 về việc thành lập các phường thuộc thị xã Phổ Yên và thành lập thành phố Phổ Yên, tỉnh Thái Nguyên (nghị quyết có hiệu lực từ ngày 10 tháng 4 năm 2022). Theo đó, thành lập phường Tân Hương trên cơ sở toàn bộ 9,32 km² diện tích tự nhiên và 10.538 người của xã Tân Hương.

## Hành chính
Xã Tân Hương được chia thành 11 khu dân cư: Cầu Tiến, Duyên Bắc, Hương Đình, Hương Trung, Quang Trung, Tân Long, Tân Thịnh, Thành Nam, Trại, Trường Thọ, Vàng.